# Alchemilla samuelssonii
Alchemilla samuelssonii é uma espécie de rosácea do gênero Alchemilla, pertencente à família Rosaceae.